# Ozora Festival
L'Ozora Festival és un festival de música amb caràcter anual que té lloc a prop del poble hongarès d'Ozora. La Dernière Heure va definir l'Ozora com un «Tomorrowland ecològic amb l'atmosfera de pau i amor d'un Woodstock del segle XXI».

## Història
El festival se celebra en una finca d'Ozora, a prop del petit poble de Dádpuszta, cada any des del 2004. El primer festival de música celebrat a Ozora es va anomenar Solipse i va tenir lloc durant l'eclipsi solar de l'11 d'agost de 1999. Solipse va comptar amb una edició a Zàmbia el 2001.
L'Ozora és un dels festivals de música trance més grans d'Europa, és similar al Boom Festival de Portugal, al Burning Man de Nevada i al Fusion Festival d'Alemanya. A causa del seu èxit s'han celebrat diverses edicions d'un dia de l'Ozora Festival a diversos indrets com Tòquio, París, Mèxic i São Paulo.